# الكلية التقنية بالمصنعة
تعد الجامعة التقنية والعلوم التطبيقية بالمصنعة  إحدى مؤسسات التعليم التقني التابعة ل وزارة القوى العاملة، والتي توفر التعليم للحاصلين على شهادة دبلوم التعليم العام ، حيث  فتحت الكلية التقنية بالمصنعة أبوابها في عام 1993م، لتقدم تعليم ذو جودة عالية وفق معايير وطرق ترفع من كفاءات المخرجات قبل الالتحاق بسوق العمل ، في تخصصات الهندسة وتقنيات المعلومات والدارسات التجارية ، لتستقبل الكلية ما يقارب 1300 طالب وطالبة سنويا ، يتم تقسيمهم إلى دفعتين ، حيث يتم استقبال الدفعة الأولى في شهر سبتمبر ، وإما الدفعة الثانية في شهر يناير من كل عام ، لينتظم الطالب في ثلاثة فصول دراسية ، يبدأها بسنة تأسيسية في اللغة الإنجليزية وينتقل بعدها لمستويات التعليم ، لتمنح الكليات مؤهلات الدبلوم (سنتين) والدبلوم المتقدم (ثلاثة سنوات) والبكالوريوس التقني (أربعة سنوات)  بعد السنة التأسيسية في اللغة الإنجليزية.

## الشؤون الاكاديمية
تعنى الشؤون الاكاديمية في الكلية التقنية بالمصنعة بالتخصصات الدراسية، حيث يبذل أعضاء الهيئة التدريس قصارى جهدهم في إثراء الطالب معرفيا، وذلك من خلال تزويد الطالب بفرص التطوير الفكري والأخلاقي والاجتماعي والثقافي والشخصي لكونه جزء من مهمة الكلية الأساسية.

### قسم الدراسات التجارية
يعد قسم الدراسات التجارية إحدى أبرز الإقسام الأكاديمية في الكلية، يتميز بخدمة الأعمال الإنتاجية التي تخدم المجتمع والأسواق العالمية.

### قسم الهندسة
يعد قسم الهندسة من الأقسام الحيوية في الكلية والذي يواكب المقررات الأكاديمية بأحدث التقنيات التي تلبي متطلبات سوق العمل، والتي تدفع بالمخرجات إلى الإبتكار والاختراع، من خلال مشاريع جديد ترفد إلى سوق العمل، ولتقدم جيل من التقنيين والمهندسين في المستقبل.

### قسم تقنية المعلومات
يقدم قسم تقنية المعلومات المناهج التي تمكن الطالب من أن يكون منتجاً وفعالا في مجال تطوير البرمجيات، والشبكات، والأنترنت والأمن الإلكتروني، حيث يسعى القسم إلى تخريج جيل قادر على الاستجابة للاحتياجات المتغيرة في مجال تقنية المعلومات.

## شؤون الطلاب
تلعب أقسام شؤون الطلاب بالكلية التقنية بالمصنعة، دوراً هاما في خلق بيئة تعليمة وعملية، وذلك من خلال ملامسة الاحتياجات الشخصية الأساسية للطلاب والتي توفير الخدمات الطلابية الشاملة والبرامج التي تهيئ وتمكن الطلاب من التركيز بشكل مكثف على دراستهم ونموهم على الصعيد الشخصي والمعرفي.

### المراكزوالمرافق
تضم الجامعة التقنية والعلوم التطبيقية بالمصنعة بين جنباتها العديد من المراكز التعليمية والمرافق الحيوية والتي تسهم في خلق بيئة تعليمة تثري الطالب بالعديد من التجارب الشخصية، حيث يعد مركز تقنيات التعليم المحور الأساسي للتكنولوجيا والإبتكار، وذلك من خلال استخدام التكنولوجيا المناسبة في عملية التعليم والتعلم، بالإضافة إلى مركز اللغة الإنجليزية والذي يهدف خلال السنة التأسيسية إلى إلى توفير بيئة تعليمية ومنهج قوي، بحيث يتلقى الطالب المساعدة  لتحقيق إمكاناتهم والتعرف على احتياجاتهم الفردية في تعلم اللغة الإنجليزية ، وكما تضم الكلية مسرح وقاعة متعددة الأغراض وملعب لكرة القدم وملعب مصغر لرياضات المختلفة ، ومطاعم واستراحات لطلاب وغيرها من الخدمات التي توفر الأقسام الإدارية في الكلية من أجل سير العملية التعليمة في الجامعة.

## وصلات خارجية
- الموقع الرسمي